# Dolores Cano Royo
Dolores Cano Royo (Villarreal, 13 de marzo de 1858-Villarreal, 8 de abril de 1925) fue la primera comadrona con titulación universitaria de Villarreal.

## Biografía
Dolores fue hija de Bárbara Royo Ferrer y nieta de María Ferrer Llanes, también matronas. Trabajó varios años junto a ellas, por lo que pudo haber trabajado como matrona al cumplir los seis años de prácticas que exigía el Reglamento de Medicina y Cirugía de 1872. Los estudios de Enfermería en la Universidad de Valencia se pusieron en marcha en 1888, y Dolores solicitó poder revalidar sus prácticas en la Universidad. En 1891 obtuvo el título y se convirtió en la primera matrona con titulación universitaria de Villarreal. Perteneció a la primera promoción de la Escuela de Enfermería de la Universidad de Valencia.
Una de las condiciones para ser admitida en la matrícula de matrona era estar casada o ser viuda. Las casadas debían presentar permiso de sus maridos en que las autorizaban para seguir estos estudios, y tanto unas como otras debían justificar, mediante un certificado del cura, buena vida y costumbres. Dolores Cano hizo las prácticas en la sala de maternidad del Hospital Provincial de Valencia con el médico Francisco Cantón Blasco, introductor de las innovaciones europeas sobre higiene municipal en Valencia.
Entre los múltiples avances debidos a este médico y su equipo de trabajo, destaca un artículo que publicó en 1881, en el Boletín del Instituto Médico Valenciano, en el que se adhiere a la exigencia de crear un Cuerpo Municipal de Higiene y Salubridad. Además, el doctor Cantón, después de una visita a Suiza, animó a los industriales valencianos para que montaran lecherías higiénicas. También planteó, en 1888, la profilaxis pública y social de la sífilis, por lo que se admitió la reglamentación de la prostitución. En 1890 la asepsia estaba adoptada en todos los centros.

## Trayectoria profesional
Durante años ayudó a venir al mundo muchos niños y niñas y consiguió reducir la mortalidad neonatal al aplicar las enseñanzas de la escuela de enfermería. La mortalidad por fiebre puerperal pasó de un 25% a un 3'8% y, posteriormente, al 1'27%.
Cabe destacar que en esta época el nivel sanitario, social y económico llevaba aparejado que las mujeres dieran a luz en malas condiciones y la mayoría ayudadas solo por otras mujeres de la familia. Todos estos elementos provocaban un alto índice de mortalidad de los nacidos y de las mujeres en el parto y en el posparto. Gracias a la gran labor realizada por las matronas profesionales, que aplicaban medidas preventivas, higiénicas y dietéticas, se logró la progresiva reducción de esta mortalidad. Por otro lado la medicina, hasta finales del siglo XIX, no contó el concurso de la microbiología. La infección se explicaba como un castigo divino, según la cual los efluvios miasmáticos producían las enfermedades.
Actualmente un Centro de Salud de Villarreal lleva su nombre.